# Eagle Filters Group
Eagle Filters Group Abp (tidigare Loudspring Abp, före detta Cleantech Invest Abp) är ett finskt industriföretag som tillverkar gasturbin-luftintagsfilter för energi- och processindustrin, energibesparande och filtreringseffektiva fiberlösningar för industri- och byggnadstillämpningar, samt FFP2/FFP3-andningsskydd för hälso- och sjukvårdspersonal och industrin. Enligt företaget har de filterlösningar som företaget säljer gett en 1-2% effektivitetsökning för gasturbiner.
Företaget var tidigare ett investering- och utvecklingsbolag som investerade i företag som sysslade med ren teknik och naturresurser effektivitet. År 2021 fattade företaget ett strategiskt beslut om att fokusera och omvandla Loudspring från ett investeringsföretag till ett industriföretag som bygger på Eagle Filters. I september 2021 förvärvade företaget de återstående 15 procenten av Eagle Filters Oy från dess grundare Juha Kariluoto. Beslutet innebar att successivt alla tillgängliga resurser i bolaget kommer att användas för att stödja tillväxten av Eagle Filters och att de andra innehaven kommer att säljas inom en rimlig tidsperiod. Företaget bytte namn från Loudspring Abp till Eagle Filters Group Abp vid 27 oktober 2022 bolagsstämma och började noteras under det nya namnet och handelssymbolen 14 november 2022 Nasdaq Nordic First North Finland och Nasdaq Nordic First North Sweden. Bolaget beslutade att avnotera sig från Nasdaq First North Sweden efter den 12 maj 2023 på grund av låga handelsvolymer.

## Investeringar
Eagle Filters Group Abp innehar fortfarande det dåvarande investeringsbolaget Loudspring:s innehav. Efter Eagle Filters Ltd är bolagets mest betydande innehav en 24,2-procentig andel i Nuuka Solutions Oy, värderad till cirka 2,6 miljoner euro baserat på det senaste priset som betalats för bolagets aktier. Av innehaven är Enersize Plc noterat på Nasdaq Nordic First North Sweden och dess andel på 7,1 % har ett marknadsvärde (vid stängningskursen den 24 Nov 2022) på cirka 412 000 euro. Den 17 februari 2023 skrev bolaget ned värdet på de Loudspring-aktier som ännu inte hade skrivits ned till noll, med undantag för Nuuka Solutions Ltd, som värderades till 1,3 miljoner euro. Med tanke på den begränsade transparensen och den ökade osäkerheten vid fastställandet av det verkliga värdet på Nuuka Solutions Ab, fattade företaget beslutet i augusti 2023 att redovisa nedskrivningen och sätta värdet till noll. Som en konsekvens värderas nu alla tillgångar i Loudspring, förutom Eagle Filters Ab, till noll.
Status per den 24 november 2022. Ordningen är densamma som redovisas i bolagets bokslut för 2021. De händelser efter räkenskapsåret som rapporteras i bokslutet återspeglas i noteringen.
| Företag              | Beskrivning                                                       | Ägarandel (%) |
| -------------------- | ----------------------------------------------------------------- | ------------- |
| Nuuka Solutions Ab   | Företag som tillhandahåller energihanteringssystem för byggnader  | 24,2          |
| Sofi Filtration Ab   | Ger effektiv vattenreningsteknik                                  | 19,6          |
| Enersize Abp         | Företag som erbjuder tjänster för energibesparing inom industrin  | 7,1           |
| Aurelia Turbines Ab  | Tillverkare av gasturbiner                                        | 0,3           |
| Metgen Ab            | Framställning av enzymer för skogsbruks- och biobränsleindustrin. | 1,8           |
| Sansox Ab            | Företag för vattenoxidationssystem                                | 10,3          |
| Swap.com Services Ab | Sekundärt varuhus                                                 | 15,0          |